# Aulonia albimana
Espèce
Synonymes
- Lycosa albimana Walckenaer, 1805
- Aulonia werneri Roewer, 1960

Aulonia albimana est une espèce d'araignées aranéomorphes de la famille des Lycosidae.

## Distribution
Cette espèce se rencontre en Europe et en Turquie.

## Description

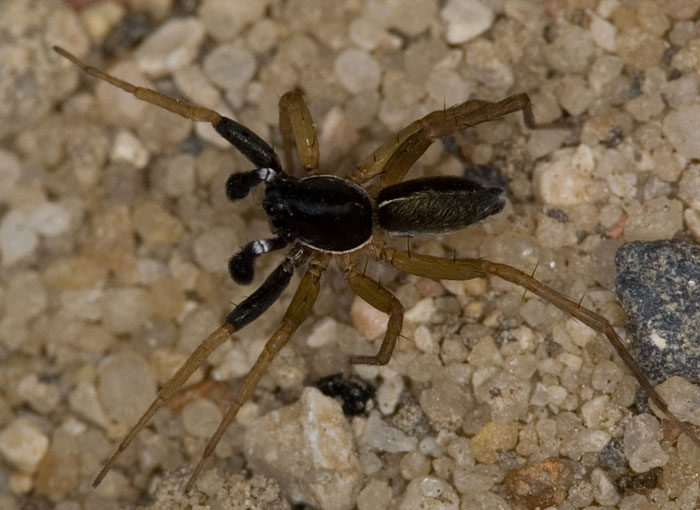
Aulonia albimana ♂

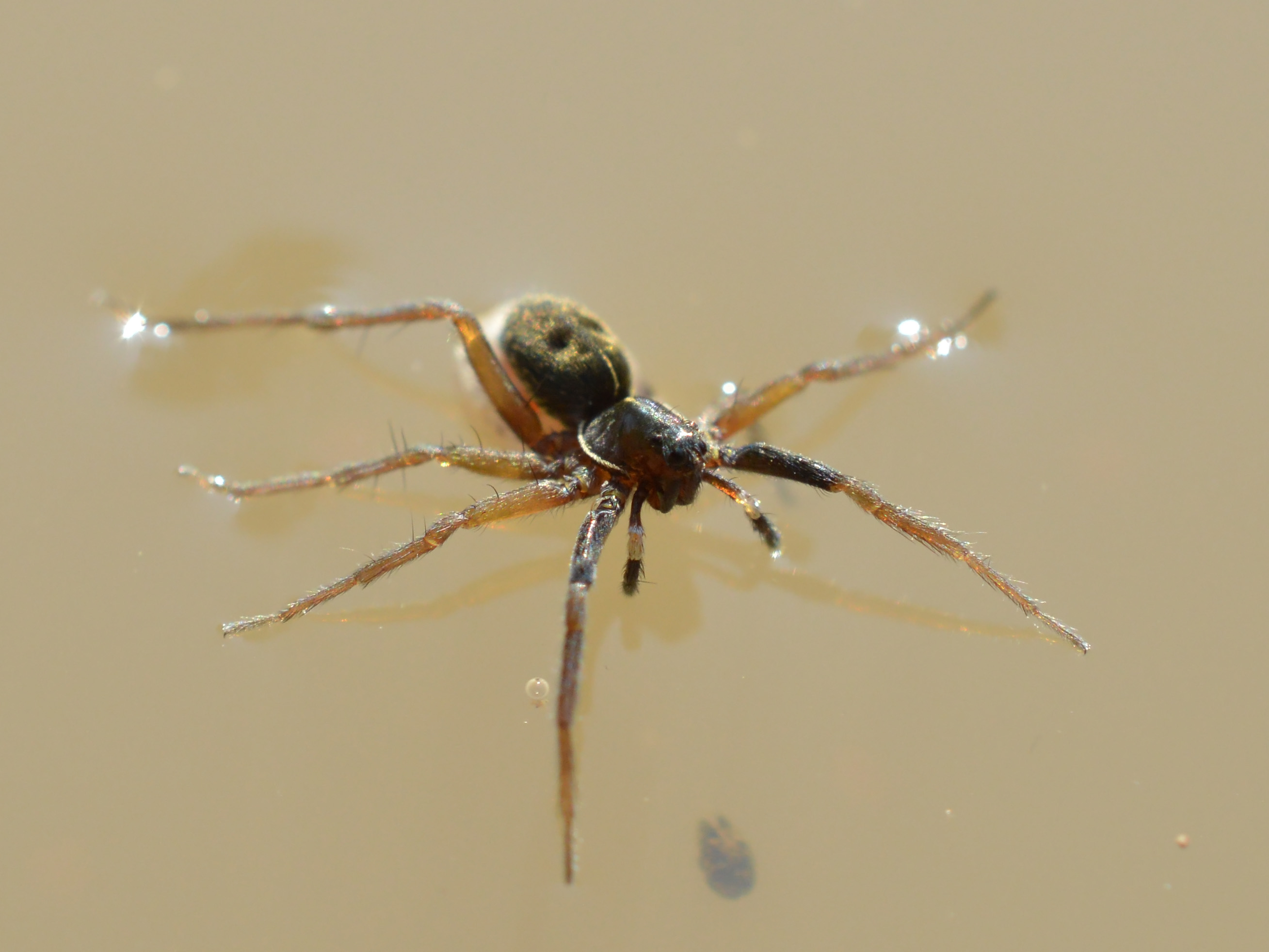
Aulonia albimana ♀

Les mâles mesurent de 3,8 à 4,1 mm et les femelles de 4,1 à 4,4 mm.

## Systématique et taxinomie
Cette espèce a été décrite sous le protonyme Lycosa albimana par Walckenaer en 1805. Elle est placée dans le genre Aulonia par C. L. Koch en 1847.
Aulonia werneri a été placée en synonymie par Job en 1968.

## Publication originale
- Walckenaer, 1805 : Tableau des aranéides ou caractères essentiels des tribus, genres, familles et races que renferme le genre Aranea de Linné, avec la désignation des espèces comprises dans chacune de ces divisions. Paris, p. 1-88.